# Rochefort
Rochefort (neuradno Rochefort-sur-Mer) je pristaniško mesto in občina v zahodni francoski regiji Poitou-Charentes, podprefektura departmaja Charente-Maritime. Leta 2007 je mesto imelo 25.999 prebivalcev.

## Geografija
Kraj leži v pokrajini Aunis (Rochefortais) na desnem bregu reke Charente tik pred njenim izlivom v Biskajski zaliv, 30 km južno od La Rochelle.

## Uprava
Rochefort je sedež treh kantonov:
- Kanton Rochefort-Center (del občine Rochefort: 11.173 prebivalcev),
- Kanton Rochefort-Jug (del občine Rochefort: 11.468 prebivalcev),
- Kanton Rochefort-Sever (del občine Rochefort, občine Île-d'Aix, Breuil-Magné, Fouras, Loire-les-Marais, Saint-Laurent-de-la-Prée, Vergeroux, Yves: 11.885 prebivalcev).

Mesto je prav tako sedež okrožja, v katerega so poloeg njegovih treh vključeni še kantoni Aigrefeuille-d'Aunis, Château-d'Oléron, Marennes, Royan-Vzhod/Zahod, Saint-Agnant, Saint-Pierre-d'Oléron, Surgères, Tonnay-Charente in La Tremblade s 161.340 prebivalci.

## Zgodovina
Rochefort je bil v decembru 1665 izbran kot mesto za "pribežališče, obrambo in oskrbo" francoske mornarice. Njegovo vojaško pristanišče je bilo utrjeno pod Ludvikom XIV. in njegovim arhitektom Vaubanom. Med letoma 1666 in 1669 je bila zgrajena "Corderie Royale" (tedaj najdaljša stavba v Evropi), v kateri so do leta 1867 izdelovali vrvi za francoske vojaške ladje. Zgradba je bila požgana v času druge svetovne vojne, danes obnovljena za občinske in turistične namene.
17. julija 1815 se je na ladji HMS Bellerophon ob otoku Île-d'Aix nedaleč stran od Rocheforta, kjer je čakal več dni v upanju na pobeg v Ameriko, predal Napoleon Bonaparte, s čimer se je končala vojna sedme koalicije.
Rochefort je lep primer "ville nouvelle" ali novega mesta 17. stoletja. Njegova oblika in razvoj je bila posledica politične odločitve. Razlog za njegovo izgradnjo v večjem obsegu je bil v kraljevem nezaupanju do uporniške protestantske La Rochelle, ki jo je kardinal Richelieu oblegal nekaj desetletij pred tem. Vse do 20. stoletja je Rochefort ostal predvsem garnizijsko mesto. Turistična industrija, ki je obstajala tod zaradi lokalnih toplic, je dobila zagon šele v 90. letih dvajsetega stoletja.

## Zanimivosti
Rochefort je na seznamu francoskih umetnostno-zgodovinskih mest.
- Arzenal z osrednjo kraljevo hišo la maison du Roy, skladišči na jugu in stražnico,  vrvarno Corderie Royale in suhim dokom na severu poskuša priti na Unescov seznam svetovne kulturne dediščine,
- pomorski muzej, nekdanji Hôtel de Cheusses, francoski zgodovinski spomenik od leta 1932,
- umetnostno-zgodovinski muzej Musée Hèbre de Saint-Clément,
- cerkev sv. Ludvika,
- mestni park  Place Colbert,
- rojstna hiša francoskega pistelja Pierra Lotija,
- transportni most čez reko Charente.

## Pobratena mesta
- Burton upon Trent (Anglija, Združeno kraljestvo),
- Papenburg (Spodnja Saška, Nemčija),
- Torrelavega (Kantabrija, Španija).